# Daba Modibo Keïta
Daba Modibo Keïta (* 5. April 1981 in Abidjan, Elfenbeinküste) ist ein malischer Taekwondoin. Er startet im Schwergewicht.
Keïta wuchs in der Elfenbeinküste auf, musste aber im Jahr 2000 mit seiner Familie nach Mali fliehen, dem Heimatland seiner Eltern. Dort begann er, zusammen mit seinen zwei Brüdern, erstmals mit Taekwondo. Im Jahr 2005 wurde er in ein Förderprogramm der World Taekwondo Federation (WTF) aufgenommen, was ihm ein professionelles Training in Frankreich und den USA ermöglichte. Keïta bestritt seine ersten internationalen Titelkämpfe bei der Weltmeisterschaft 2005 in Madrid, schied jedoch in seinem Auftaktkampf aus. Zwei Jahre später konnte er dann in die internationale Spitze vorrücken. Er gewann bei der Weltmeisterschaft 2007 in Peking in der Gewichtsklasse über 84 Kilogramm mit einem überlegenen Finalsieg die Goldmedaille. In Manchester konnte er auch beim Olympiaqualifikationsturnier in der Klasse über 80 Kilogramm das Finale erreichen und somit an den Olympischen Spielen in Peking teilnehmen, wo er das Viertelfinale erreichte, dort aber gegen Chika Chukwumerije ausschied und Achter wurde. Im Jahr 2009 wiederholte Keïta bei der Weltmeisterschaft in Kopenhagen den Gewinn der Goldmedaille im Schwergewicht.
In den folgenden Jahren nahm Keïta an keinen weiteren Titelkämpfen teil, bestritt aber Anfang 2012 das afrikanische Olympiaqualifikationsturnier in Kairo, wo er die direkte Qualifikation für die Olympischen Spiele in London nach einer Niederlage gegen Anthony Obame zunächst verpasste, von der WTF aber eine Wildcard für seine zweite Teilnahme erhielt. In London erreichte er den Kampf um die Bronzemedaille, konnte diesen aber verletzungsbedingt nicht mehr bestreiten.